# Julie-Anne Gross
Pour les articles homonymes, voir Gross.
Julie-Anne Gross, née le 27 septembre 1967 à Neuilly-sur-Seine, est une escrimeuse française.
Membre de l'équipe de France de fleuret, elle prend part aux Jeux olympiques d'été de 1992 à Barcelone, obtenant une cinquième place. 
Elle est championne de France en 1993, championne de France par équipe la même année, vice-championne de France en 1994 et 1994, troisième en 1991 et troisième par équipe en 1997.
En plus d'être une escrimeuse internationale JA. Gross est une descendante de l'artiste surréaliste Valentine Gross femme de Jean Hugo lui-même arrière-petit-fils de Victor Hugo.